# Granica
 Ovo je glavno značenje pojma Granica. Za druga značenja pogledajte Granica (razdvojba).
Granica je u najširem smislu crta koja nešto omeđuje.
U užem smislu granica je crta koja omeđuje teritorij neke države ili podnacionalnog entiteta.